# Hans Merkt (Politiker)
Hans Merkt (* 5. Juni 1915 in Börwang; † 3. Juni 1991) war ein deutscher Politiker (CSU).
Merkt besuchte die Oberrealschule Kempten und verbrachte seinen zwei Jahre währenden Wehrdienst bei einem Infanterie-Regiment in Potsdam. Er studierte Volkswirtschaft in München und promovierte zum Dr. rer. pol. Im Zweiten Weltkrieg war er mit den 61ern an der Russlandfront, zum Ende des Kriegs wurde er als Leutnant in Jugoslawien eingesetzt und dabei verwundet. Ab Ende 1945 arbeitete er im Bayerischen Staatsministerium für Unterricht und Kultus. Im selben Jahr trat er in die CSU ein, bei der er Vorsitzender eines Ortsverbandes in München war. Am 9. Februar 1958 rückte er für den verstorbenen Rupert Berger in den Bayerischen Landtag nach, sein Mandat wurde bei den darauffolgenden Wahlen über die Liste im Wahlkreis Oberbayern bestätigt, sodass er dem Landtag bis 1974 angehörte. Zeitweise gehörte er dort dem Ältestenrat an.